# Années 460 av. J.-C.
Les années 460 av. J.-C. couvrent les années de 469 av. J.-C. à 460 av. J.-C.

## Événements
- Vers 470 av. J.-C. : périple du suffète carthaginois Hannon en Guinée (530/470 av. J.-C.). Il fonde six colonies regroupant près d’un millier de personnes le long de la côte Africaine et explore deux fleuves, peut-être la Gambie et le Sénégal. Le récit original du périple, gravé sur le fronton d’un temple à Carthage, disparait lors de la destruction de la ville par Scipion Émilien en 146 av. J.-C. et il n’est connu que par une traduction grecque sujette à caution[1]. Si le voyage d’Hannon n’est pas attesté, il est fort probable qu’un trafic d’or important a eu lieu entre le Sénégal et les comptoirs carthaginois du littoral atlantique. À l’est le comptoir de Lepcis reçoit des peaux et des pierres précieuses apportées par les caravanes venues du Fezzan. Carthage est en contact avec le Sahara par le comptoir de Sabratha, en relation avec Cidamus (Ghadamès), point de départ de la route des chars vers le Hoggar et le Niger. Les Carthaginois exploitent enfin les mines de cuivre et d’argent de Sardaigne ainsi que celles de Ténès, en Algérie[2]. Hérodote rapporte qu’un commerce de l’or, appelé « commerce à la muette » a lieu entre Carthage et un pays d’Afrique de la côte Atlantique. Les Carthaginois débarquent des marchandises sur la grève, allument un feu pour prévenir de leur arrivée, et remontent dans leurs vaisseaux. Les habitants du pays laissent sur le sable la quantité d’or qu’ils offrent pour la cargaison et s’en retournent dans leur cachette. Si la quantité d’or leur parait suffisante, les Carthaginois la prennent et s’en vont, laissant les marchandises. Sinon, ils rembarquent et attendent que les autochtones ajoutent de l’or jusqu’à ce qu’ils soient satisfaits[3].

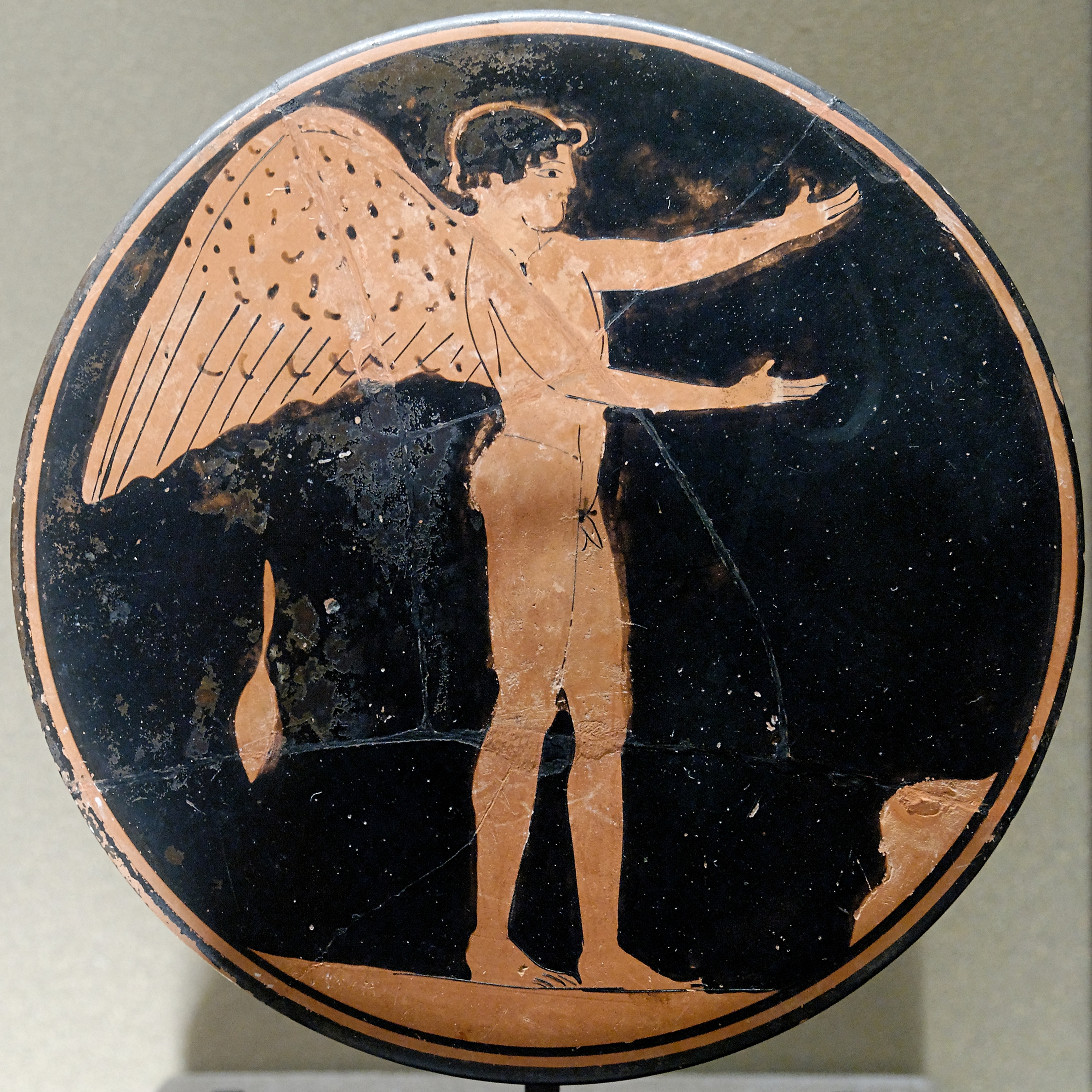
Éros, bobine attique à figures rouges, v. 470-450 av. J.-C., musée du Louvre.

- Vers 469-466 av. J.-C. : victoire de l'Eurymédon des Grecs sur les Perses (ou 467 av. J.-C.)[4]. Après treize ans de révolte, les cités grecques d’Ionie et de Chypre obtiennent leur indépendance.
- 468-456 av. J.-C. : construction du Temple de Zeus à Olympie, construit par l’architecte Libon d’Élis[5].
- 466 av. J.-C. : en Sicile, chute de la dynastie de Gélon à Syracuse[6].
- 465-463 av. J.-C. : révolte de Thasos[7].

- 464-458 av. J.-C. : troisième guerre de Messénie[8].
- 462-460 av. J.-C. : révolte d'Inaros en Égypte[9].

- Vers 460 av. J.-C. :
  - visite probable de Babylone par Hérodote[10].
  - pendant le règne d’Artaxerxès Ier (464 à 424 av. J.-C.), les travaux de rénovation et de fortification de Jérusalem sont suspendus à la suite d’une intervention de hauts fonctionnaires de Transeuphratène, le chancelier Rehoum et le secrétaire Shimshaï, qui prétextent la nécessité de prévenir une rébellion[11].
  - le trésor d'Auriol (lieu-dit des Barres à Auriol) est enfoui dans une urne d'argile grise. Découvert en 1867, il contenait 2130 pièces d'argent pur dont certaines remontent au VIe siècle av. J.-C. et les plus récentes à 460 av. J.-C.[12]. Il est la preuve d'un important flux commercial entre Massalia et la Grèce.

## Personnages significatifs
- Artaxerxès Ier
- Cimon
- Éphialtès (Athènes)
- Esdras
- Hérodote

## Art plastique
- Vers 470-460 av. J.-C. :

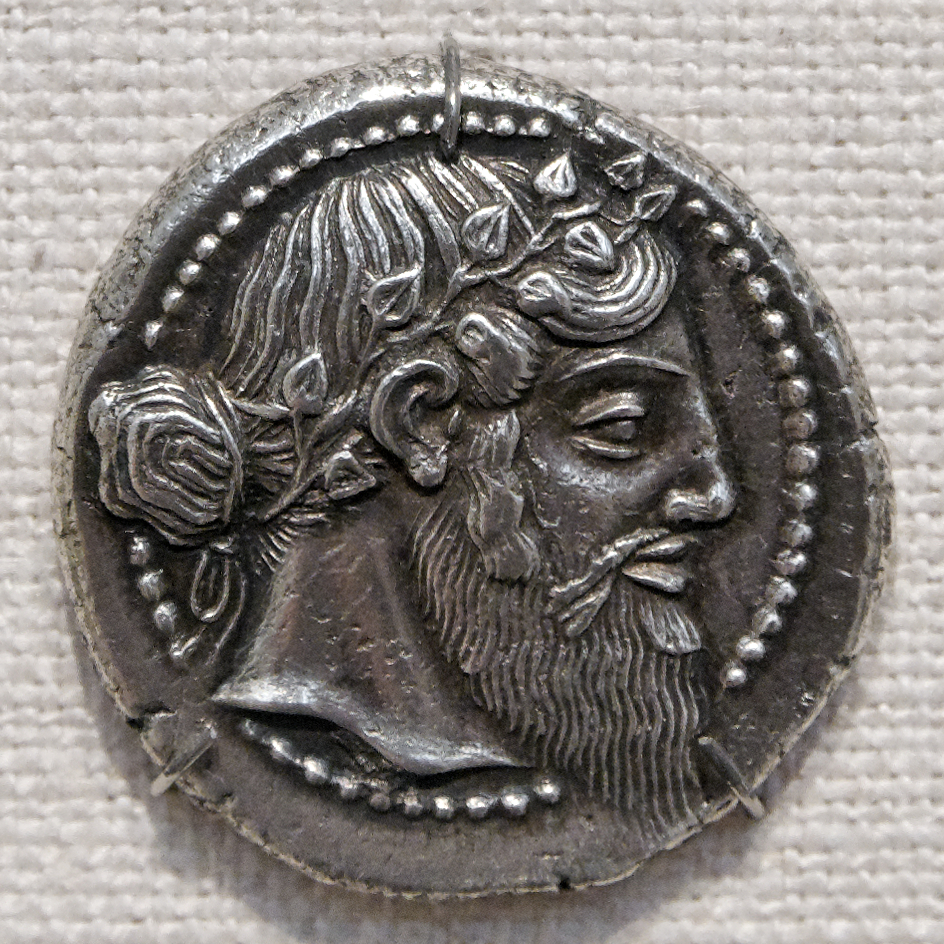
Tétradrachme de Naxos en Sicile, un des chefs-d'œuvre de l'art monétaire grec, vers 461-450 av. J.-C..

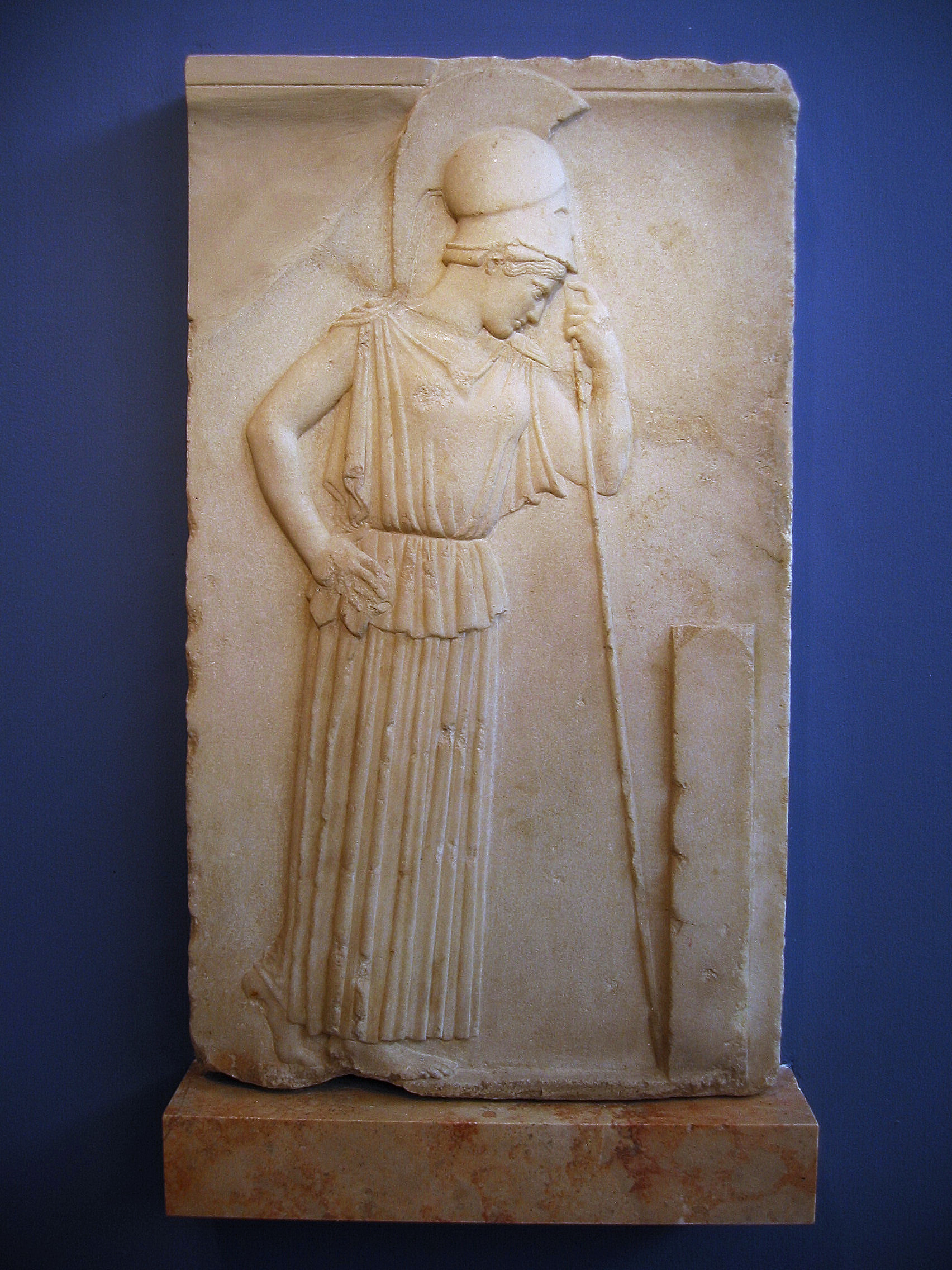
Athéna « mélancolique »

  - vase peint Hercule combattant Busiris et des prêtres égyptiens par le peintre de Pan (en), Athènes[13].
    - Athéna « mélancolique » (style sévère), relief votif en marbre conservé au musée de l'Acropole d'Athènes[14].

  - triptyque Ludovisi, relief d'un autel, découvert dans les jardins de Salluste à Rome[14].

- Vers 470-456 av. J.-C. :

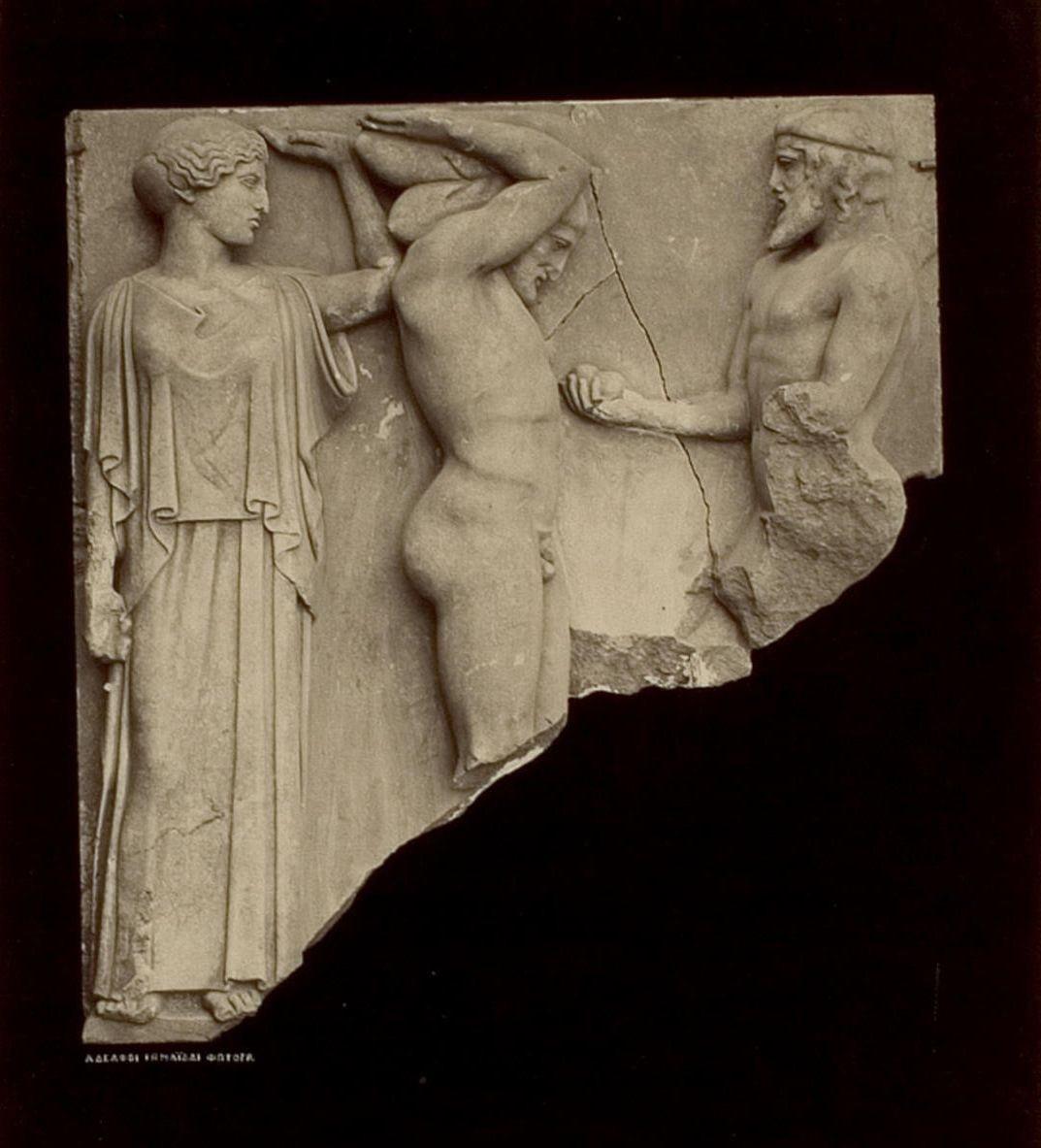
Métopes du temple de Zeus à Olympie, représentant Héraclès recevant les pommes d'or des Hespérides de la main d'Atlas, tandis que Minerve pose un coussin sous sa tête.

  - métopes du temple de Zeus à Olympie, représentant les douze travaux d'Héraclès, dont trois exemplaires, en grande partie préservés, sont conservés au musée du Louvre[14].
  - fronton ouest, du temple de Zeus à Olympie, représentant une centauromachie, conservé au musée archéologique d'Olympie.
- 470-450 av. J.-C. : carrière du peintre grec Polygnote. Il travaille au Télestérion d'Éleusis[15].
- 470-430 av. J.-C. : carrière du sculpteur grec Myron[16].

- Vers 460 av. J.-C. :

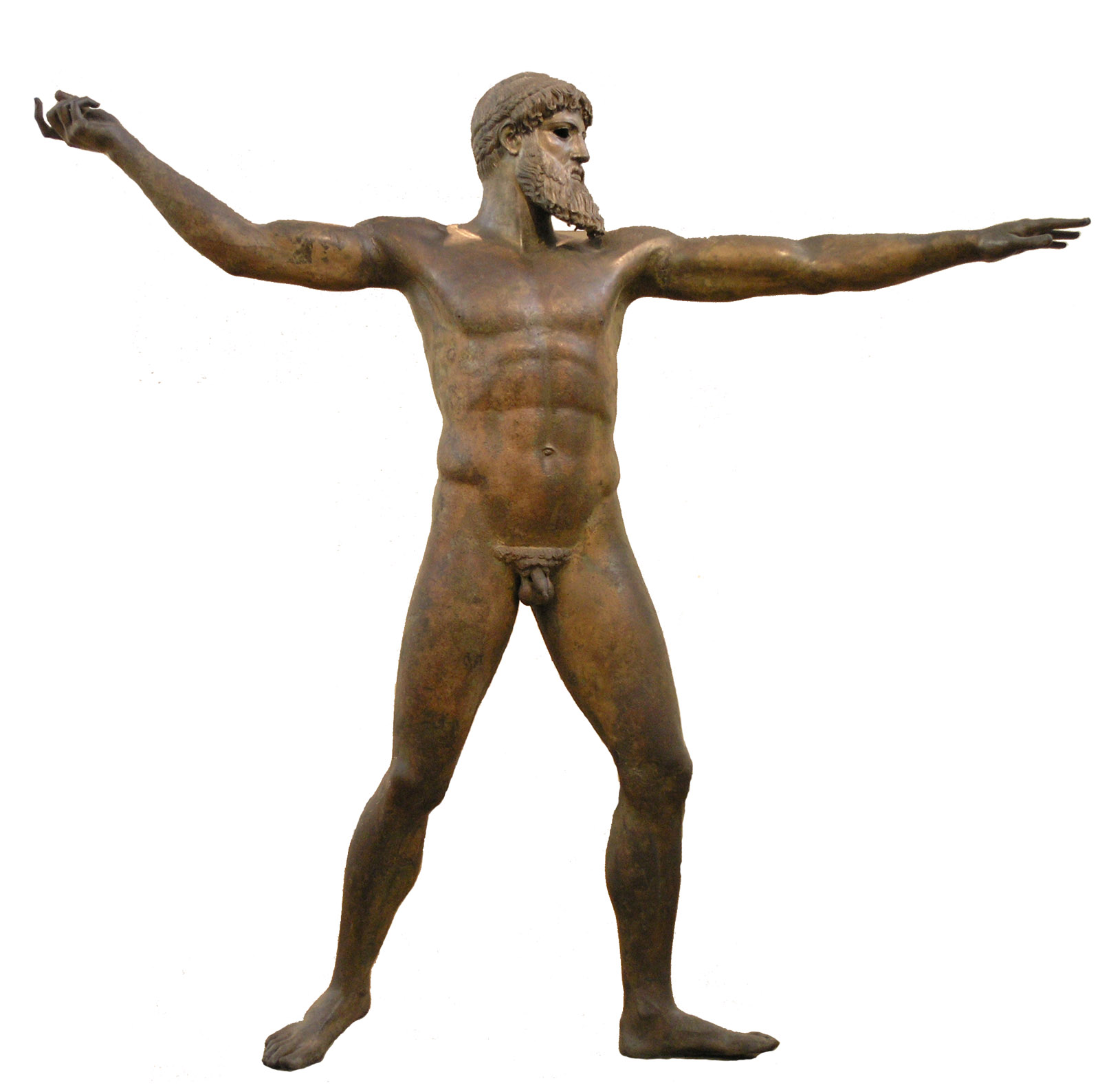
Dieu de l'Artémision, bronze antique représentant peut-être Poséidon, Ve siècle av. J.-C., Musée national archéologique d'Athènes

  - début du style « libre », dans la céramique attique[17]  (peintre de Penthésilée, Hermonax, peintre d'Achille, peintre des Niobides).
  - statuette de bronze de Dionysos, qui aurait été trouvée à Olympie, conservée au musée du Louvre[18].
  - statue de bronze de Zeus ou de Poséidon trouvée au cap Artémision, conservée au musée d'Archéologie à Athènes[14].

## Inventions, découvertes, introductions
- Les astronomes de la cour impériale de Chine comprennent le mouvement de l'étoile polaire décrivant un petit cercle sur la voûte céleste.
- Les parchemins remplacent les tablettes d'argiles pour les documents administratifs achéménides (écrits en araméen).
- les Éléates se rebellent contre les théories pythagoriciennes, et font la distinction entre ce qui est mesurable et le reste, refusant d'attribuer aux nombres des propriétés magiques et surnaturelles.